# Holotrichia problematica
Holotrichia problematica är en skalbaggsart som beskrevs av Brenske 1899. Holotrichia problematica ingår i släktet Holotrichia och familjen Melolonthidae. Inga underarter finns listade i Catalogue of Life.